# Robert Perlin
Robert Perlin, né le 27 août 1925 à Montreuil-sous-Bois et mort le 6 mars 2022 dans la même ville, est un peintre et sculpteur français.

## Biographie
Issu d'un milieu modeste, Robert Perlin ne fait pas d'étude et travaille très jeune comme ouvrier. Sympathisant communiste, il participe à la résistance pendant la seconde guerre mondiale. Il commence sa formation artistique en 1950 en suivant les cours du soir de dessin et de peinture de la ville de Paris. En 1958, il rejoint l’atelier de sculpture de Maurice de Bus aux Arts Appliqués. Il devient en 1973 professeur assistant aux Beaux-Arts de Paris, dans l’atelier de Yankel. Il occupe ce poste pendant une dizaine d’années tout en poursuivant son travail aux imprimeries du journal Le Monde.

## Carrière artistique
Perlin commence à exposer son travail au début des années 1960. Il participe en 1961 au salon des Beaux-Arts de Paris, puis à une exposition collective à la Galerie Montmorency en 1962. Sa première exposition personnelle a lieu en 1963.
Durant les décennies 1960 et 1970, il présente son travail dans différentes galeries : Galerie Transposition (Paris, 1963), Galerie Simone Boudet (Toulouse, 1964), Galerie Tharin (Lille, 1970), Galerie Lamaison (Saint-Rémy-de-Provence, 1972) et Galerie Bonaparte (Paris, 1976).
Parallèlement, il participe à des expositions collectives : Théâtre Daniel-Sorano à Vincennes (1964), Festival d’Art de Barjac (1969, 1970), MJC d’Orléans (1971), Festival d’Avignon (1973), Témoignage 81 au Centre Pompidou (1981), « Heures Médiévales » de Laon (1982) et Galerie Antoine de Galbert à Grenoble (1988). Il participe également à des salons : Première Biennale de Paris (1962), Salon de la Jeune Peinture (1965), Salon de Mai (1967, 1968, 1973, 1974), et Salon Comparaisons (1976, 1981, 1990).
À partir des années 1980, il collabore régulièrement avec les galeries parisiennes « Peinture Fraîche » et « Caroline Corre », lors d'expositions personnelles et collectives.
En 1994, une commande publique lui est confiée dans le cadre de la restauration par l'architecte Paul Chemetov de la Grande Galerie de l’Évolution du Muséum national d’histoire naturelle de Paris,,. Cette même année, une exposition de ses aquarelles est organisée par la galerie Gérald Heidsieck, à Arcis-le-Ponsart (Marne), lieu où Robert Perlin a longtemps travaillé.
En 1996, il participe à une exposition collective à la Fondation Pernod-Ricard. En 1999, la Galerie Peinture Fraîche organise une exposition retraçant son activité artistique depuis 50 ans. Il continue à y exposer jusqu’aux années 2010, notamment avec Philippe Judlin (2014, 2016). En 2000, il participe à une exposition à la galerie Carrie Haddad à New York, avec d’autres artistes français.
En mars 2025, la galerie peinture Fraiche organise une exposition rétrospective. Un film documentaire incluant des interviews de Robert Perlin est réalisé à cette occasion.

## Ancrage ardéchois
L'Ardèche tient une place significative dans l'œuvre de Robert Perlin. Il y fréquente notamment le peintre Jacques Yankel ainsi que l'architecte Paul Chemetov. Le rocher de Sampzon constitue pour lui une source d'inspiration, apparaissant comme motif récurrent dans de nombreuses aquarelles.

## Principales expositions

### Expositions personnelles
- Galerie Transposition, Paris (1963)
- Galerie Simone Boudet, Toulouse (1964)
- Galerie Tharin, Lille (1970)
- Galerie Lamaison, Saint-Rémy-de-Provence (1972)
- Galerie Simart, Paris (1973)
- Galerie Bonaparte, Paris (1976)
- Galerie Gérald Heidsieck, Arcis-le-Ponsart (1994, aquarelles)
- Galerie Peinture Fraîche, Paris (1999, rétrospective ; puis régulièrement jusqu’aux années 2010)

### Expositions collectives
- Galerie Montmorency, Paris (1962)
- Théâtre Daniel-Sorano, Vincennes (1964)
- Festival d’Art de Barjac (1969, 1970)
- MJC d’Orléans (1971)
- Festival d’Avignon (1973)
- Témoignage 81, Centre Pompidou (1981)
- Château du Rouret, Grospierres (1981)
- Heures Médiévales, Laon (1982)
- Espace pourvu d'ailleurs, Vitry (1984)
- Galerie Antoine de Galbert, Grenoble (1988)
- Fondation Pernod-Ricard, Paris (1996)
- Galerie Carrie Haddad, New York (2000)

### Salons artistiques
- Première Biennale de Paris (1962)
- Salon de la Jeune Peinture (1965)
- Salon de Mai (1967, 1968, 1973, 1974)
- Salon Comparaisons (1976, 1981, 1990)

### Collection publique
- Muséum National d'Histoire Naturelle (1994)

### Expositions rétrospectives
- Galerie Peinture Fraîche, Paris (1999 et 2025)